# Irakli Modebadze
Irakli Modebadze (gruz. ირაკლი მოდებაძე; ur. 4 października 1984 w Tbilisi, Gruzińska SRR) – gruziński piłkarz, grający na pozycji napastnika, reprezentant Gruzji.

## Kariera piłkarska

### Kariera klubowa
Wychowanek klubu Merani-91 Tbilisi. Pierwszy trener - Sasza Waszakidze. W 2002 rozpoczął karierę piłkarską w klubie Metałurh Zaporoże, w składzie którego 16 marca 2002 debiutował w Wyższej Lidze. W marcu 2009 jako wolny agent podpisał kontrakt z Czornomorcem Odessa, gdzie rozegrał tylko jeden mecz w podstawowej drużynie, a latem powrócił do Metałurha Zaporoże. Po zakończeniu sezonu opuścił Metałurh i został graczem Metalurgi Rustawi. Następnie grał w klubie Dila Gori i Dinamo Tbilisi. W 2014 roku ponownie został piłkarzem Dily.

## Kariera reprezentacyjna
W 2006 roku debiutował w reprezentacji Gruzji.